# Schmidhofen
Schmidhofen ist ein Dorf mit etwa 400 Einwohnern im Landkreis Breisgau-Hochschwarzwald in Baden-Württemberg. Es gehört zur Gemarkung von Tunsel, einer bis 1974 selbständigen Gemeinde und heutigem Ortsteil der Stadt Bad Krozingen.

## Lage
Schmidhofen liegt im Breisgau, etwa 21 Kilometer (Fahrtstrecke) südwestlich von Freiburg auf einer Höhe von ca. 225 m ü. d. M. Das flachwellige Gebiet um Schmidhofen fällt allmählich in Richtung Nordwesten zum Rhein hin ab und ist von Gräben durchzogen, die von den aus dem Schwarzwald kommenden Bächen Kropbach und Sahlenbach gespeist werden.

## Wirtschaft
Neben einigen Landwirtschaftsbetrieben (unter anderem Tabakanbau) ist in Schmidhofen ein Zweigbetrieb des Unternehmens Glas Trösch ansässig.

## Geschichte
Schmidhofen wurde 1295 erstmals als Smiedhoven genannt und hatte um 1350 bereits einen eigenen Bann. Der Ort mit zwei Siedlungskernen entstand vermutlich als Ausbau auf dem Weg von Tunsel zum Benediktinerkloster St. Trudpert im Münstertal; Tunsel gehörte, mit Schmidhofen, bis zur Säkularisation 1803 diesem Kloster. Landwirtschaftliche Produkte und insbesondere Wein für das Kloster kamen aus Tunsel, Schmidhofen lieferte vor allem Honig und Wachs an die Mönche.

## Sehenswürdigkeiten
Bereits im 14. Jahrhundert wurde eine den Heiligen Felix und Nabor, die unter anderem bei Ohrenleiden angerufen werden, geweihte Kapelle erwähnt. Dazu gehörte ein eigenes Widumgut und ein Friedhof. In den Jahren 1716 und 1726 sollen in der Kapelle zwei Männer von Gehörlosigkeit geheilt worden sein. Die daraufhin einsetzenden Wallfahrten erforderten eine größere Kapelle, die 1759 errichtet wurde. Die Schnitzarbeiten der Altäre werden Johann Michael Hartmann zugeschrieben. Fünf Jahre später ließ der Abt von St. Trudpert, Paul Ehrhard (1757–1780), zur Betreuung der Wallfahrer das gegenüberliegende Wirtshaus „Zum Storchen“ erbauen; das darin betriebene Restaurant ist seit 2001 mit einem Michelin-Stern ausgezeichnet. 1959 wurde die Felix und Nabor Kapelle renoviert. Auf der Empore befindet sich neben einem Harmonium ein kleines Orgelpositiv.
|  |  |  |  |